# المصرف العراقي الإسلامي
المصرف العراقي الإسلامي مصرف عراقي خاص يقع في بغداد. تأسس المصرف العراقي الإسلامي للاستثمار والتنمية في 19 ديسمبر 1992. تم رفع رأس المال ليصبح (250) مليار دينار عراقي. وبدأ مزاولة نشاطه بكامل صلاحياته من قبل البنك المركزي العراقي يوم 23 فبراير 1993. وعمل المصرف على مشاركة عجلة التنمية الاقتصادية والنمو في البلاد.